# Foreste pluviali di pianura delle isole dell'Ammiragliato
Le foreste pluviali di pianura delle isole dell'Ammiragliato sono un'ecoregione terrestre dell'ecozona australasiana, appartenente al bioma delle foreste pluviali di latifoglie tropicali e subtropicali (codice ecoregione: AA0101), che si estende per circa 2.100 km² nelle isole dell'Ammiragliato, a nord-est dell'isola della Nuova Guinea.
Lo stato di conservazione è considerato critico.

## Territorio

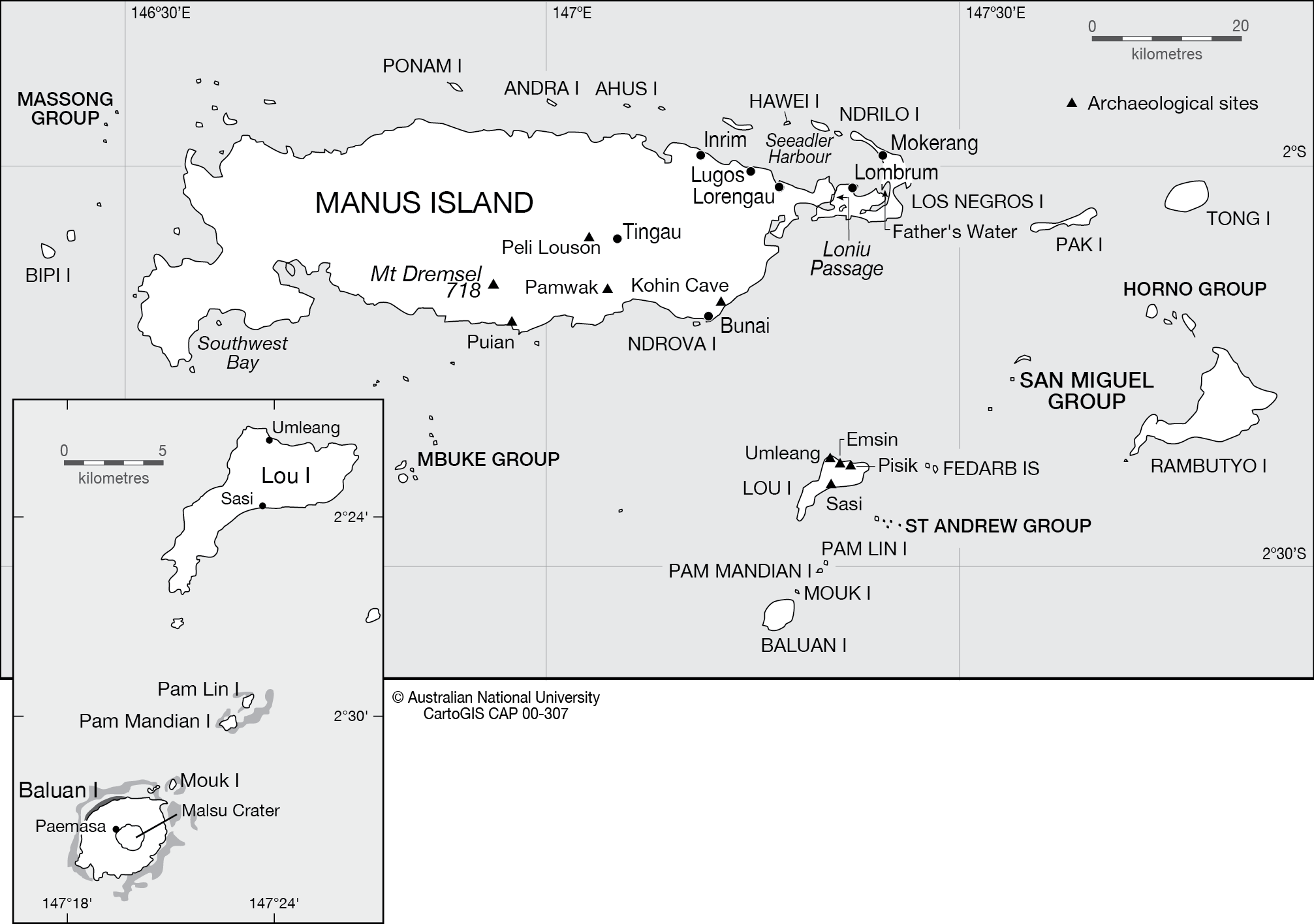
Carta delle isole Admiralty

L'ecoregione comprende le foreste pluviali di pianura che si sviluppano nelle isole dell'Ammiragliato della Papua Nuova Guinea (PNG).
Questa ecoregione è stata separata da quella delle foreste pluviali di pianura di Nuova Britannia-Nuova Irlanda (AA0111) (al di sotto dei 1.000 m), e dalle foreste pluviali montane di Nuova Britannia-Nuova Irlanda (AA0112) (al di sopra dei 1.000 m).
L'isola di Manus, di gran lunga la maggiore delle isole dell'Ammiragliato, con una superficie di circa 1900 km², costituisce circa il 90% dell'ecoregione. L'isola ha un'altitudine massima di poco superiore ai 700 m s.l.m. (monte Dremsel) e non mostra alcun cambiamento evidente nel biota al variare dell'altitudine.
Manus è di origine vulcanica e probabilmente emerse dalla superficie dell'oceano nel tardo Miocene, 8-10 milioni di anni fa. Il substrato dell'isola è costituito da rocce vulcaniche o da calcare corallino sollevato.
Il clima dell'ecoregione è tropicale umido. La temperatura delle isole varia poco durante l'anno, con massime giornaliere di 30-32 °C e minime notturne di 20-24 °C. La piovosità media annua è di 3.382 mm ed è in qualche misura stagionale, con i mesi di giugno-agosto come i più piovosi.

## Flora

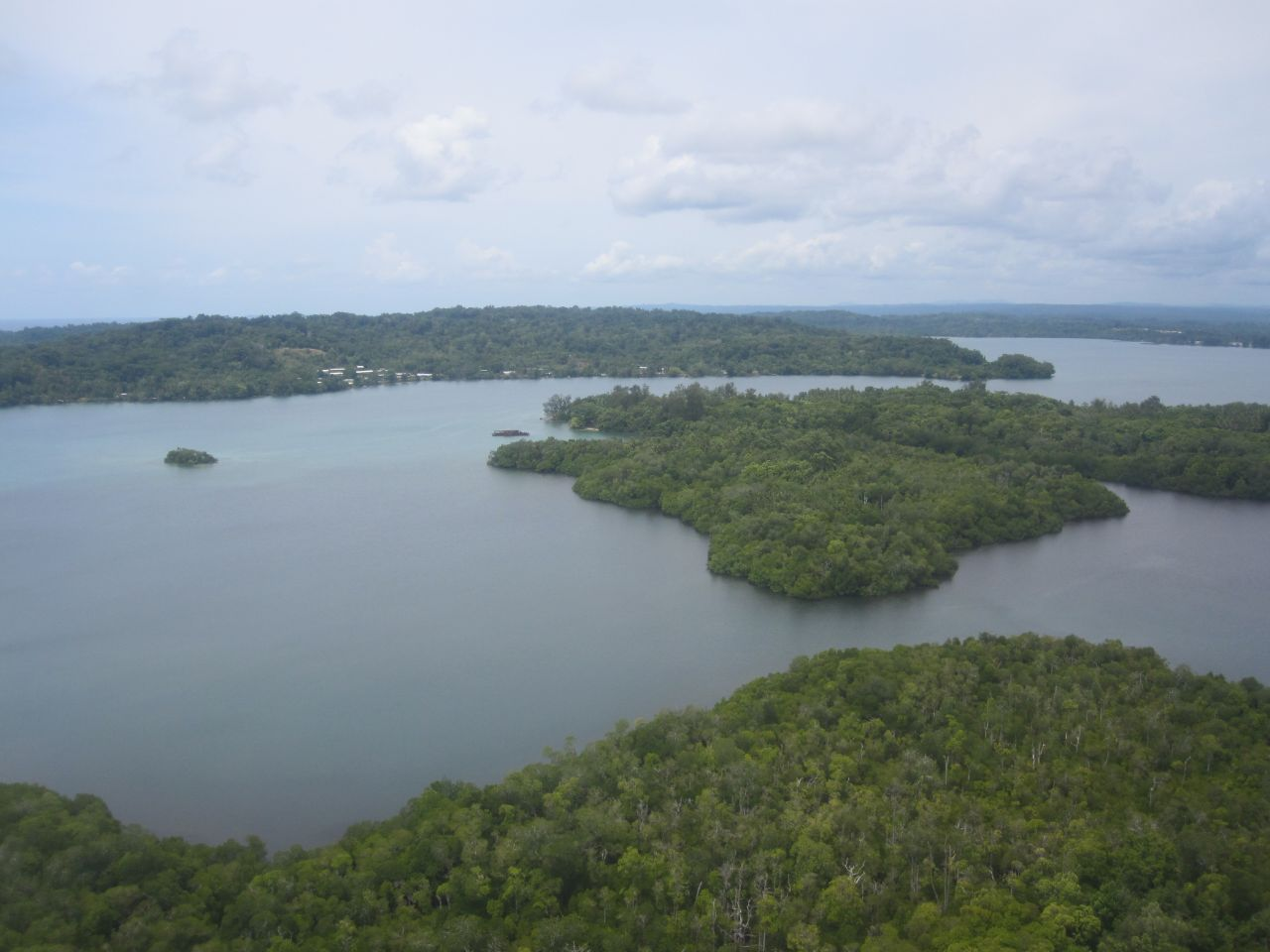
Foresta sull'isola di Manus, 2010

La vegetazione delle isole dell'Ammiragliato è ampiamente descritta come foresta pluviale tropicale di pianura. Studi recenti hanno evidenziato la necessità di analizzare in dettaglio le foreste del Manus centrale, dal monte Dremsel fino alla costa settentrionale, e di proteggerle in quanto area di elevata importanza biologica.
Le isole dell'Ammiragliato sono caratterizzate da un alto grado di endemismo floristico, dovuto al loro isolamento rispetto alle altre masse continentali. Tra le specie caratteristiche si annoverano alberi appartenenti ai generi Calophyllum e Sararanga.
Le foreste interne attorno al monte Dremsel sono ancora intatte e sono state classificate come un'importante area di biodiversità terrestre (centro di diversità delle piante, CDP) in PNG.

## Fauna
Le foreste pluviali di pianura delle isole dell'Ammiragliato ospitano diverse specie endemiche, sebbene la biodiversità complessiva dell'arcipelago rimanga ancora poco studiata.

### Mammalia
Le isole dell'Ammiragliato ospitano varie specie a distribuzione ristretta, tra cui cinque specie di mammiferi, due delle quali endemiche di questa ecoregione:
- Spilocuscus kraemeri, o cusco delle isole dell'Ammiragliato;
- Melomys matambuai, o ratto a mosaico dell'isola di Manus.

Tra le specie quasi endemiche si annoverano:
- il pipistrello della frutta dal dorso nudo di Andersen (Dobsonia anderseni);
- la volpe volante dell'Ammiragliato (Pteropus admiralitatum);
- il pipistrello dalla coda a guaina di Seri (Emballonura serii).

### Aves

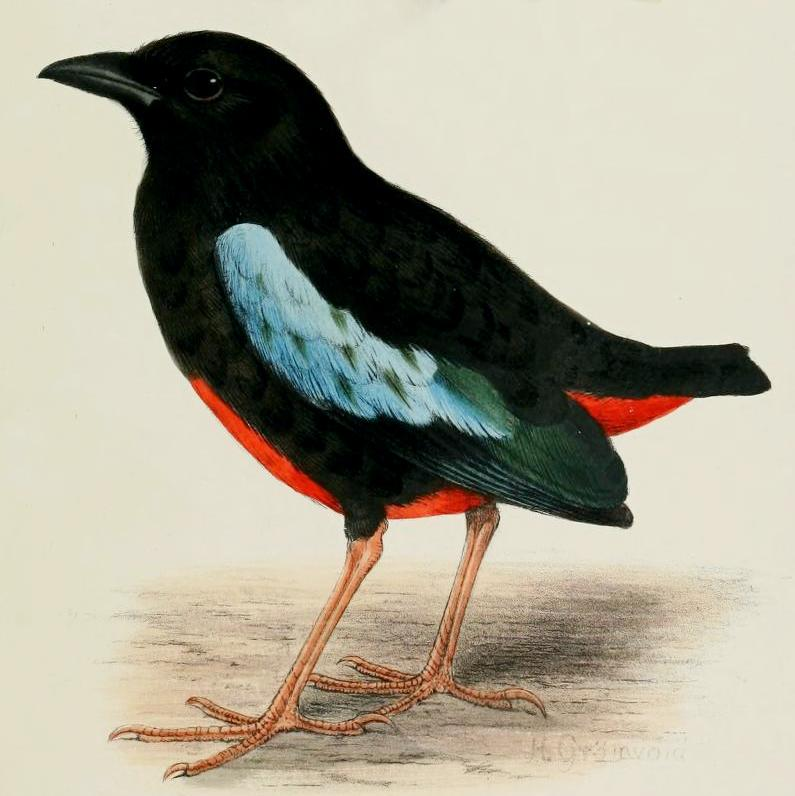
Pitta superba, illustrazione, 1914

La regione ospita sei specie di uccelli endemiche dell'ecoregione e altre sette considerate quasi endemiche. Tre specie sono elencate come vulnerabili dalla IUCN: Tyto manusi, Pitta superba e Rhipidura semirubra. Le prime due sono strettamente legate agli habitat forestali. Si ritiene inoltre che le piccole isole al largo di Manus rivestono un'importanza particolare per la conservazione di Rhipidura semirubra.
L'ecoregione fa parte dell'Endemic Bird Area (EBA) delle isole dell'Ammiragliato.
Altre specie endemiche o quasi endemiche includono:
- Megapodius eremita, o megapodio della Melanesia;
- Ptilinopus solomonensis, o colombo frugivoro delle Salomone;
- Ducula subflavescens, o colombo imperiale giallastro;
- Reinwardtoena browni, o piccione codalunga di Brown;
- Micropsitta meeki, o pappagallo pigmeo pettogiallo;
- Ninox meeki, o civetta sparviero di Meek;
- Monarcha infelix, o monarca infelice;
- Zosterops hypoxanthus, o occhialino testanera;
- Myzomela pammelaena, o mangiamiele delle Bismarck;
- Philemon albitorques, o uccello frate nucabianca.

## Conservazione

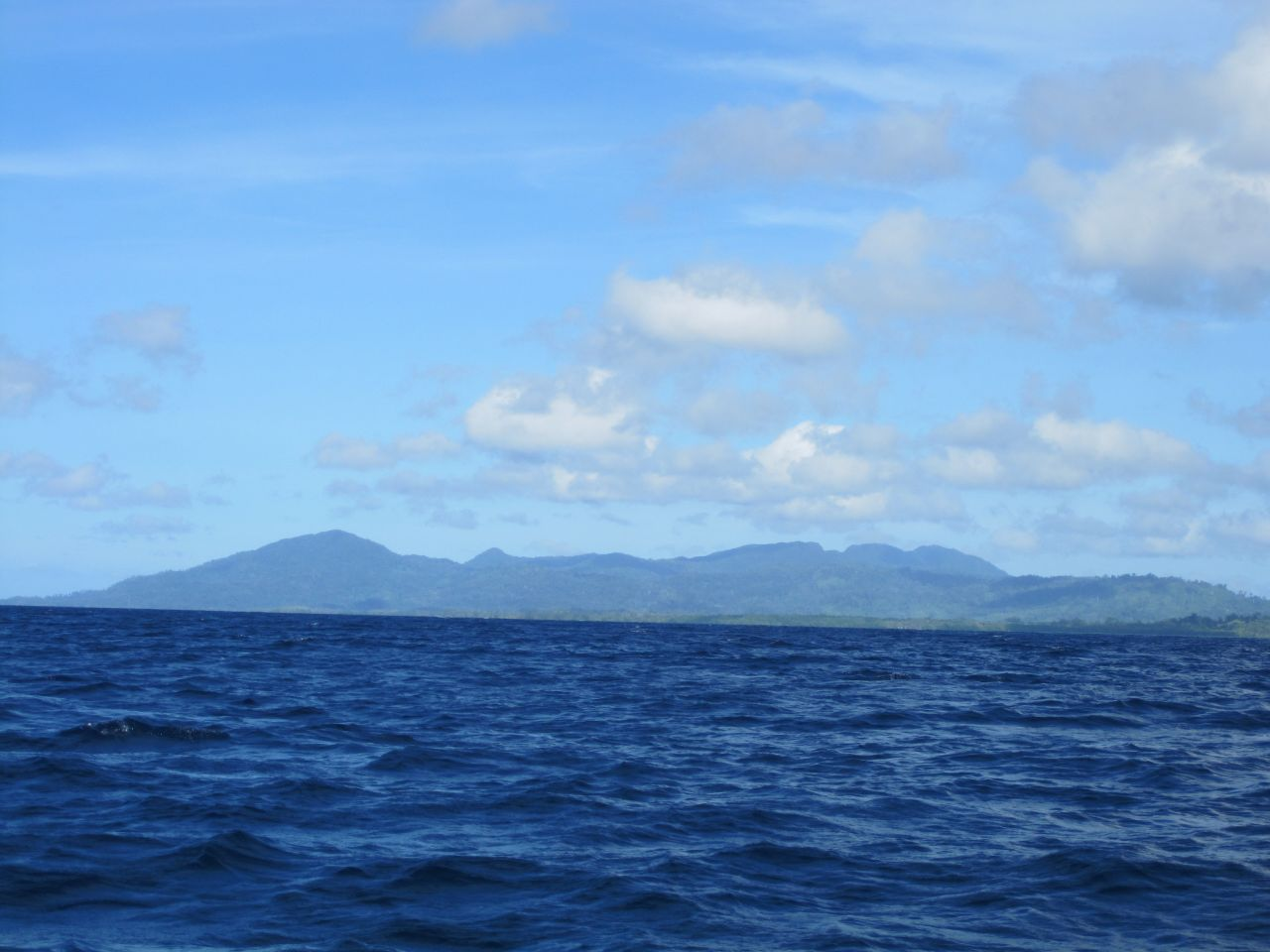
Isola Manus, Monte Dremsel sulla sinistra, 2010

L'abbattimento commerciale degli alberi e la conversione delle foreste in terreni agricoli rappresentano le minacce principali per l'ecoregione.
Le informazioni sullo stato di conservazione dell'area sono limitate. Secondo uno studio di Jackson Rannells del 1995, quattro quinti dell'isola di Manus risultano coperti da foreste, sebbene questa cifra comprenda sia la copertura forestale primaria sia quella secondaria. Le foreste interne attorno al monte Dremsel risultano ancora intatte.
Lo stato di conservazione della regione è considerato in pericolo critico.
Nella regione sono presenti alcune aree protette, tra cui:
- l'rea di gestione della fauna selvatica di Ndrolowa, sull'isola di Manus;[4]
- l'area protetta del monte Dremsel, anch'essa situata sull'isola di Manus.[5]